# 1872 у літературі

## Твори
- «Навколо світу за вісімдесят днів» — роман Жюля Верна.

## Народилися
- 24 січня — Айхенвальд Юлій Ісайович, російський літературний критик (помер у 1928).
- 15 серпня — Шрі Ауробіндо, індійський філософ, поет, революціонер і організатор національно-визвольного руху Індії (помер у 1950).
- 21 серпня — Обрі Бердслі, англійський художник і поет (помер у 1898).

## Померли
- 23 грудня — Теофіль Готьє, французький поет, прозаїк, літературний критик, лібретист та художник (народився в 1811).
- 4 жовтня — Даль Володимир Іванович, російський лексикограф, письменник, лікар, автор «Тлумачного словника живої великоросійської мови» (народився в 1801).